# LOVE LIKE POP add. 10th Anniversary
『LOVE LIKE POP add. 10th Anniversary』（ラブライクポップ アド テンスアニバーサリー）は、aikoの5作目のライブビデオ。2007年3月21日にポニーキャニオンより発売された。

## 概要
2007年に行われたアリーナツアー「Love Like Pop vol.10 やっぱり何度やっても追加っていいものですね。」（「Love Like Pop vol.10」追加公演）より、横浜アリーナ公演の模様を収録している。

## 収録曲
1. キスする前に
2. その目に映して
3. キラキラ
4. 深海冷蔵庫
5. 雨踏むオーバーオール
6. マント
7. どろぼう
8. 雲は白リンゴは赤
9. ある日のひまわり
10. シーソーの海
11. 気付かれないように
12. 10th Anniversary Single Medley
  1. 蝶々結び
  2. ボーイフレンド
  3. 花火
  4. カブトムシ
  5. ナキ・ムシ
  6. スター
  7. かばん
  8. ロージー
  9. 三国駅
  10. おやすみなさい
  11. えりあし
  12. あした
  13. アンドロメダ
  14. あなたと握手
  15. 花風
  16. 初恋
13. 桜の時
14. ライン
15. ジェット
16. 瞳
17. シャッター